# Tityridae
Tityridae G.R.Gray, 1840 è una famiglia  di uccelli dell'ordine dei Passeriformi, diffusa nella zona tropicale del Nuovo mondo.

## Tassonomia
Il Congresso Ornitologico Internazionale (settembre 2013) assegna alla famiglia Tityridae i seguenti generi e specie:
- Genere Oxyruncus
  - Oxyruncus cristatus Swainson, 1821

- Genere Onychorhynchus
  - Onychorhynchus coronatus (Statius Müller, 1776) —  Pigliamosche reale dell'Amazzonia.
  - Onychorhynchus mexicanus (Sclater, 1857)
  - Onychorhynchus occidentalis (Sclater, 1860)
  - Onychorhynchus swainsoni (Pelzeln, 1858)

- Genere Myiobius
  - Myiobius villosus Sclater, 1860
  - Myiobius sulphureipygius (Sclater, 1857)
  - Myiobius barbatus (Gmelin, 1789)
  - Myiobius atricaudus (Lawrence, 1863) — Pigliamosche codanera.

- Genere Terenotriccus
  - Terenotriccus erythrurus (Cabanis, 1847) — Pigliamosche codirosso.

- Genere Tityra
  - Tityra inquisitor (Lichtenstein, 1823) — Titra testanera.
  - Tityra cayana (Linnaeus, 1766)
  - Tityra semifasciata (von Spix, 1825)

- Genere Schiffornis
  - Schiffornis major Des Murs, 1856
  - Schiffornis olivacea (Ridgway, 1906)
  - Schiffornis veraepacis (Sclater & Salvin, 1860)
  - Schiffornis aenea Zimmer, 1936
  - Schiffornis stenorhyncha (Sclater & Salvin, 1869)
  - Schiffornis turdina (Wied-Neuwied, 1831)
  - Schiffornis virescens (Lafresnaye, 1838) — Manachino verdastro.

- Genere Laniocera
  - Laniocera rufescens (Sclater, 1858)
  - Laniocera hypopyrra (Vieillot, 1817) — Piagnone cenerino.

- Genere Iodopleura
  - Iodopleura pipra (Lesson, 1831) — Pettoviola golafulva.
  - Iodopleura fusca (Vieillot, 1817)
  - Iodopleura isabellae Parzudaki, 1847

- Genere Laniisoma
  - Laniisoma elegans (Thunberg, 1823)  — Cotinga averla.
  - Laniisoma buckleyi (Sclater & Salvin, 1880)

- Genere Xenopsaris
  - Xenopsaris albinucha (Burmeister, 1869) — Tiranno nucabianca.

- Genere Pachyramphus
  - Pachyramphus viridis (Vieillot, 1816)

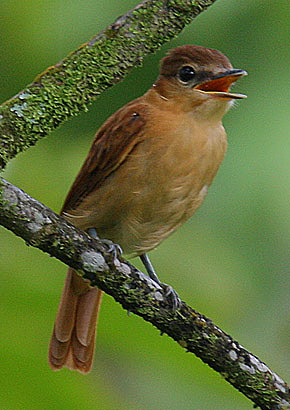
Pachyramphus cinnamomeus

  - Pachyramphus xanthogenys Salvadori & Festa, 1898
  - Pachyramphus versicolor (Hartlaub, 1843)
  - Pachyramphus spodiurus Sclater, 1860
  - Pachyramphus rufus (Boddaert, 1783)
  - Pachyramphus castaneus (Jardine & Selby, 1827)
  - Pachyramphus cinnamomeus (Lawrence, 1861) — Beccaio cannella.
  - Pachyramphus polychopterus (Vieillot, 1818)
  - Pachyramphus marginatus (Lichtenstein, 1823)
  - Pachyramphus albogriseus Sclater, 1857
  - Pachyramphus major (Cabanis, 1847)
  - Pachyramphus surinamus (Linnaeus, 1766)
  - Pachyramphus homochrous Sclater, 1859
  - Pachyramphus minor (Lesson, 1831)
  - Pachyramphus validus (Lichtenstein, 1823)
  - Pachyramphus aglaiae (Lafresnaye, 1839) — Beccaio golarosata.
  - Pachyramphus niger (Gmelin, 1788)

Tradizionalmente i generi Laniocera, Onychorhynchus, Pachyramphus e Xenopsaris venivano inclusi nella famiglia Tyrannidae, i generi Iodopleura, Laniisoma e Tityra  nella famiglia Cotingidae e il genere Schiffornis in Pipridae.

Delle analisi cladistiche, basate su caratteri morfologici scheletrici e della siringe, suggerirono che i suddetti generi potessero essere considerati come un raggruppamento monofiletico. 
Tale raggruppamento fu dapprima considerato come una sottofamiglia, che fu chiamata «Tityrinae», della famiglia Tyrannidae, ma poi, per le successive risultanze d'alcuni studi molecolari, si decise d'elevarlo al rango di Famiglia, e prese il nome di «Tytiridæ».